# Wild Ones
Wild Ones é o quarto álbum de estúdio do rapper norte-americano Flo Rida, lançado em 9 de junho de 2012 no Reino Unido pela gravadora Atlantic Records. Wild Ones tornou-se o primeiro álbum de Flo Rida a atingir mais de 2 top 5 singles da Billboard Hot 100, quando os singles, "Good Feeling", Wild Ones" e "Whistle" alcançou a terceira posição, a quinta e a primeira respectivamente.
Flo Rida trabalhou com os vários artistas no álbum, como Brianna, Sia, Etta James, Pitbull, T-Pain e LMFAO.

## Desenvolvimento
O cantor norte-americano Chris Brown revelou em uma entrevista à revista People que ele estava trabalhando com Flo Rida em várias músicas do álbum. Ele reconheceu que gostava de suas canções e ajudou-o durante a produção.
Inicialmente, Flo Rida havia nomeado seu quarto álbum de Only One Rida (Part 2), cujo nome é uma sequência de seu álbum anterior Only One Flo (Part 1). O rapper também havia confirmado que o seu quarto álbum seria uma continuação do terceiro. Mas depois ele rejeitou a ideia, e nomeou seu álbum para Wild Ones. Em entrevista a revista americana Billboard, o cantor disse que deu novo nome ao seu álbum pois várias de suas músicas eram número um.
Em janeiro de 2012, uma canção intitulada de "Run to You" vazou via DJ Coco. Ele apresentava Redfoo do LMFAO com T-Pain no vocal. A canção foi depois modificada para ser chamada apenas de "Run", sem T-Pain. No entanto, oficialmente foi escrita por T-Pain.
O álbum lida com temas como o terremoto no Japão de 2010, ataques terroristas na Noruega, problemas de relacionamentos, sendo positivo na vida e a luta na indústria da música.

## Promoção
Na WrestleMania XXVIII, Flo Rida fez uma aparição cantando "Good Feeling" e "Wild Ones", antes de Dwayne "The Rock" Johnson sair para enfrentar o rival John Cena.

### Singles
Em 29 de agosto de 2011, Flo Rida lançou o primeiro single do álbum, intitulado "Good Feeling", realizada através de samples da canção "Something's Got a Hold on Me", da cantora Etta James. A canção é muito semelhante a canção "Levels" do DJ sueco Avicii, que também contém samples de Etta James. "Good Feeling" foi muito bem sucedida mundialmente, atingindo a posição máxima de número três na Billboard Hot 100, sendo certificada como platina duplo, para o envio de cerca de 2 milhões de cópias, somente nos Estados Unidos. O segundo single, "Wild Ones", foi lançado em 19 de dezembro de 2012. A canção apresenta a participação da cantora australiana Sia nos vocais. O terceiro single, "Whistle", foi tocado pela primeira vez em 16 de abril de 2012 no programa Kyle and Jackie na estação de rádio de Sydney, 2Day FM. Foi lançado para download digital em 24 de abril de 2012. O single atingiu o pico no número um na Billboard Hot 100 tornando-se muito bem sucedida em todo o mundo. Um single promocional, intitulado "Hey Jasmin" foi lançado em 6 de junho de 2012, acompanhado de um vídeo musical. "Let It Roll" foi lançado como segundo single promocional em 19 de junho de 2012. O quarto single lançado foi "I Cry" em 18 de setembro de 2012. O quinto single a ser lançado foi "Let It Roll".

## Recepção

### Desempenho comercial
O álbum estreou na décima quarta posição na Billboard 200 vendendo 31.000 cópias em sua primeira semana. No Canadá, o álbum estreou na primeira posição na parada Canadian Albums Chart, vendendo 14.300 cópias. A partir de 26 de julho de 2012, o álbum vendeu 27.000 cópias no Canadá.

### Recepção da crítica
| Críticas profissionais | Críticas profissionais |
| Avaliações da crítica  | Avaliações da crítica  |
| Fonte                  | Avaliação              |
| ---------------------- | ---------------------- |
| Allmusic               | [ 16 ]                 |
| Entertainment Weekly   | C–                     |
| The Independent        | [ 18 ]                 |
| Los Angeles Times      | [ 19 ]                 |
| Rolling Stone          | [ 20 ]                 |

Após o lançamento, Wild Ones recebeu críticas mistas dos críticos de música. No Metacritic, que atribui uma classificação média de 100 a opiniões dos críticos de mainstream, o álbum recebeu uma pontuação média de 59, com base em dez resenhas, indicando "críticas mistas ou médias". Apesar de ter percebido o âmbito criativo do álbum a ser limitado, David Jeffries do Allmusic chamou Wild Ones de "enigmático, leve e melhor levada em pequenos pedaços, senão uma multidão junta de enfeites-amigáveis e ele fica na festa no começo, sucedendo-se em um e único objetivo". Ele também observou o material do álbum a ser em grande parte "quente, infeccioso equívoco", mas sentiu que o álbum "seria arrastado para baixo por qualquer sentido no senso de propósito, e pensando em Flo Rida como candidato a partes iguais de emoção e romance, é fácil." No entanto, Jody Rosen da Rolling Stone sentiu a produção do álbum muito inconsistente, observando que o álbum "desumanamente formatos prontos... batidas de dança" ou eram "gênios" ou "inspirados", também por escrito, que "[é] conteúdo para entregar no centro do palco aos seus produtores."

## Faixas
| CD             |                                                       | |                                |         |  |
| N.º            | Título                                                | Compositor(es) | Produtor(es)                   | Duração |  |
| 1.             | "Whistle"                                             | Tramar Dillard, David Glass, Marcus Killian, Justin Franks, Breyan Isaac, Antonio Mobley                                 | DJ Frank E, Glass              | 3:45    |  |
| 2.             | "Wild Ones" (com participação de Sia)                 | Dillard, Raphaël Judrin, Pierre-Antoine Melki, Sia Furler, Axel Hedfors, Jacob Luttrell, Marcus Cooper, Benjamin Maddahi | soFLY & Nius, Axwell           | 3:53    |  |
| 3.             | "Let It Roll"                                         | Dillard, Mike Caren, Hedfors, Isaac, Silas Johnson, Judrin, Melki, Mobley                                                | soFLY & Nius, Axwell           | 3:15    |  |
| 4.             | "Good Feeling"                                        | Dillard, Lukasz Gottwald, Henry Walter, Isaac, Arash Pournouri, Tim Bergling, Etta James, Leroy Kirkland, Pearl Woods    | Dr. Luke, Cirkut, Avicii       | 4:06    |  |
| 5.             | "In My Mind, Part 2" (com participação de Georgi Kay) | Dillard, Georgina Kingsley, Adam Forte, Josh Soon, Hedfors                                                               | Axwell, Ivan Gough, Feenixpawl | 4:30    |  |
| 6.             | "Sweet Spot" (com participação de Jennifer Lopez)     | Julie Frost, Dillard, Jennifer Lopez, Issac, Johnson, Judrin, Melki, Mobley                                              | soFLY & Nius                   | 3:48    |  |
| 7.             | "Thinking of You"                                     | Dillard, Richard Buttler Jr. Daniel Morris, James Scheffer                                                               | Rico Love, Earl & E            | 3:40    |  |
| 8.             | "I Cry"                                               | Dillard, Paul Baumer Marrten Hoogstraten                                                                                 | Futuristics, soFLY & Nius      | 3:42    |  |
| 9.             | "Run" (com participação de Redfoo) (faixa bônus)      | Dillard, Bryan Adams, Faheem Rasheed Najm, Jim Vallance                                                                  | GoonRock                       | 3:49    |  |
| Duração total: | Duração total:                                        | Duração total: | Duração total:                 | 34:46   |  |

| Edição de luxo |                                                       |                                                                                          |                      |         |  |
| N.º            | Título                                                | Compositor(es)                                                                           | Produtor(es)         | Duração |  |
| 10.            | "Let It Roll, Part 2" (com participação de Lil Wayne) | Dillard, Dwayne Carter Jr., Caren, Hedfors, Issac, Johnson, Judrin, Melki, Mobley        | soFLY & Nius, Axwell | 3:31    |  |
| 11.            | "Whistle (Digi Remix)"                                | Tramar Dillard, David Glass, Marcus Killian, Justin Franks, Breyan Isaac, Antonio Mobley | Digi                 | 3:32    |  |
| 12.            | "Whistle (Jakob Lido Remix)"                          | Tramar Dillard, David Glass, Marcus Killian, Justin Franks, Breyan Isaac, Antonio Mobley | Jakob Lido           | 6:00    |  |

| Edição de luxo do Japão |                                                                                 |                                                                                   |                      |         |  |
| N.º                     | Título                                                                          | Compositor(es)                                                                    | Produtor(es)         | Duração |  |
| 10.                     | "Louder"                                                                        | Dillard, The Monsters and The Strangerz                                           | The Runners          | 3:19    |  |
| 11.                     | "Let It Roll, Part 2" (com participação de Lil Wayne)                           | Dillard, Dwayne Carter Jr., Caren, Hedfors, Issac, Johnson, Judrin, Melki, Mobley | soFLY & Nius, Axwell | 3:31    |  |
| 12.                     | "Wild One Two" (Jack Back com participação de David Guetta, Nicky Romero & Sia) |                                                                                   |                      | 5:46    |  |

| Versão de Natal & de Luxo do Reino Unido |                                                                     |                                                                             |                        |         |  |
| N.º                                      | Título                                                              | Compositor(es)                                                              | Produtor(es)           | Duração |  |
| 10.                                      | "Broke It Down"                                                     | Dillard, Prissy Polet, Kenneth Coby, Brian Cohen, Chris Llewellyn           | Soundz e The Rockstars | 3:39    |  |
| 11.                                      | "Louder"                                                            | Dillard, The Monsters and The Strangerz                                     | The Runners            | 3:19    |  |
| 12.                                      | "Sweet Spot (Tom Swoon Remix)" (com participação de Jennifer Lopez) | Julie Frost, Dillard, Jennifer Lopez, Issac, Johnson, Judrin, Melki, Mobley | soFLY & Nius           | 5:18    |  |

Notas
- "Let It Roll" contém elementos de "Let the Good Times Roll", realizado por Freddie King e escrito por Earl King.
- "I Cry" contém elementos de "Cry (Just a Little)", realizado por Bingo Players e escrito por Scott Cutler, Brenda Russell e Jeff Hull.
- "Good Feeling" contém elementos de "Something's Got a Hold on Me", realizado por Etta James e escrito por Etta James, Leroy Kirkland e Pearl Woods.
- "Run" contém elementos de "Run to You", relizado por Bryan Adams e escrito por Jim Vallance e Bryan Adams e também contém um pequeno elemento de Party Rock Anthem, realizado pelo grupo de electropop LMFAO.
- "In My Mind, Part 2" (com participação de Georgi Kay) contém um rap de Flo Rida sobre um remix de Axwell, "In My Mind" por Ivan Gough & Feenixpawl com participação de Georgi Kay.

## Posições e certificações
| País — Tabela musical (2012)                       | Posição de pico |
| -------------------------------------------------- | --------------- |
| Alemanha — German Albums Chart                     | 16              |
| Austrália — Australian Albums Chart                | 5               |
| Austria — Austrian Albums Chart                    | 8               |
| Bélgica — Belgian Albums Chart (Flanders)          | 47              |
| Bélgica — Belgian Albums Chart (Valónia)           | 51              |
| Canadá — Canadian Albums Chart                     | 1               |
| Estados Unidos — Billboard 200                     | 14              |
| Estados Unidos — Billboard Dance/Electronic Albums | 1               |
| Estados Unidos — Billboard Rap Albums              | 2               |
| França — French Albums Chart                       | 19              |
| Holanda — Dutch Albums Chart                       | 57              |
| Hungria — Hungarian Albums Chart                   | 27              |
| Irlanda — Irish Albums Chart                       | 9               |
| Nova Zelândia — New Zealand Albums Chart           | 6               |
| Noruega — Norwegian Albums Chart                   | 39              |
| Reino Unido — UK R&B Albums Chart                  | 2               |
| Reino Unido — UK Albums Chart                      | 8               |
| Suécia — Swedish Albums Chart                      | 58              |
| Suiça — Swiss Albums Chart                         | 7               |

| País — Tabela musical (2012)   | Posição de pico |
| ------------------------------ | --------------- |
| Estados Unidos — Billboard 200 | 186             |

| País — Certificador (Vendas) | Certificação (limiares de vendas) |
| ---------------------------- | --------------------------------- |
| Reino Unido — BPI (60,000)   | Platina                           |

## Histórico de lançamento
| País           | Data                | Formato          | Gravadora        | Edição         |
| -------------- | ------------------- | ---------------- | ---------------- | -------------- |
| Reino Unido    | 9 de junho de 2012  | Descarga digital | Atlantic Records | Edição de luxo |
| Brasil         | 22 de junho de 2012 | Descarga digital | Atlantic Records | Edição padrão  |
| Estados Unidos | 22 de junho de 2012 | Descarga digital | Atlantic Records | Edição padrão  |
| Reino Unido    | 25 de junho de 2012 | CD               | Atlantic Records | Edição padrão  |